# シャーベ
シャーベは、大塚食品が製造・販売していたシャーベット風の清涼飲料水。冷凍庫で4時間以上凍らせ、牛乳で溶かして飲む。1983年発売。
2025年時点で公式ウェブサイトが閉鎖されており、大塚食品の公式ウェブサイトのラインナップからも外されていることから終売になった。
2004年にパッケージを新しくした。
ラインナップは2016年時点では、いちご、メロン、チョコレートがラインナップされていた。過去にはフルーツミックス、キウイ＆アップル、マンゴー、バニラ、青りんご、ぶどうもラインナップされていた。
2004年の希望小売価格は189円。